# Palais communal (Plaisance)
Le Palazzo Comunale (ou palais communal en français) est l'un des plus importants monuments de la ville de Plaisance, situé sur la Piazza Cavalli (ou « place des chevaux » en français).
Il est communément appelé par la population de Plaisance Il Gotico ou Al Gotich (« Le Gothique ») et est distant de 500 mètres environ du Palais Farnèse.

## Histoire
Le palais a été construit à partir de 1281 sur ordre du gibelin Alberto Scoto, selon les directives de quatre architectes de Plaisance : Pietro da Cagnano, Negro De Negri, Gherardo Bellman et Pietro da Borghetto.
Selon le premier projet, le palais aurait dû être quadrangulaire, mais à cause d'une épidémie de peste, le travail fut arrêté et le projet stoppé. Seul le côté nord du palais est terminé. Le résultat est un excellent exemple d'architecture civile de l'époque en style ogival lombard.
À l'intérieur se trouve un grand salon qui, en 1644, sur le projet de Cristoforo Rangon, est devenu un théâtre.
Il est le siège de la municipalité.

## Galerie

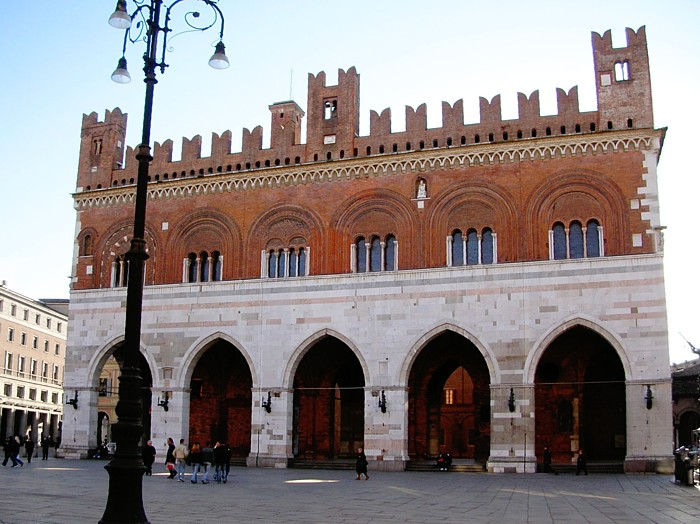
Façade, XIIIe siècle
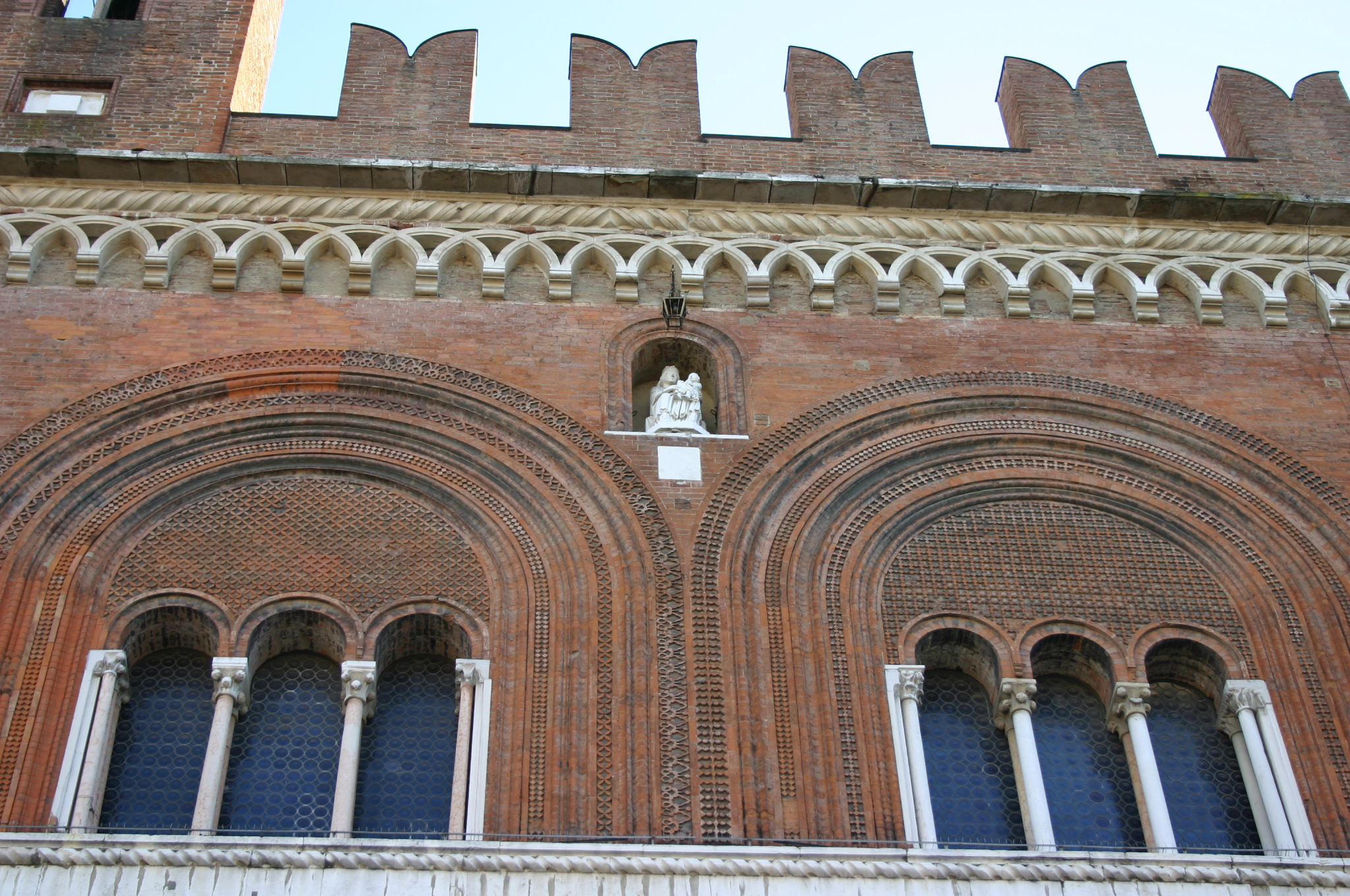
Les grandes fenêtres avec la statue de Notre-Dame.